# Ezra Koenig
Ezra Michael Koenig (New York, 8 aprile 1984) è un cantante e musicista statunitense.
È conosciuto per essere il frontman del gruppo indie rock Vampire Weekend.

## Infanzia e gioventù
Nato a New York, Ezra Koenig è il figlio di Robin Koenig, una psicoterapeuta, e Bobby Bass, un arredatore coinvolto nella realizzazione delle scenografie relative a svariate produzioni televisive e cinematografiche: i suoi genitori, prima di trasferirsi presso Glen Ridge, nel New Jersey, vivevano nell'Upper West Side di Manhattan. La famiglia di Ezra Koenig ha origini ebraiche e proviene da diverse zone dell'Europa, come la Romania e l'Ungheria. Il frontman, che ha frequentato la Glen Ridge High School e poi la Columbia University - dove si è laureato in Letteratura Inglese -, è cresciuto nelle aree settentrionali del New Jersey; ha, inoltre, una sorella, Emma Koenig, scrittrice del libro "FUCK! i'm in my twenties" e autrice della commedia televisiva intitolata "Manhattan Love Story", serie trasmessa dall'emittente statunitense ABC. Ezra Koenig ha cominciato a scrivere canzoni intorno all'età di dieci anni: il primissimo brano da lui composto era intitolato "Bad Birthday Party".
Dopo il conseguimento della laurea, grazie a Teach For America, Koenig ha insegnato Inglese presso la Junior High School 258, situata a Brooklyn, New York. Gli studenti ricordano che Koenig portava la propria chitarra con sé persino all'interno delle classi, benché tentasse di nascondere sia la sua chitarra sia la propria carriera musicale; inoltre, è stato definito un insegnante dai modi rilassati che stringeva facilmente amicizia con i propri studenti. Sul finire del 2007, un contratto con XL Recordings ha interrotto la carriera di Koenig come insegnante.

## Carriera musicale
Prima di formare i Vampire Weekend, Koenig è stato coinvolto in svariati progetti musicali creati insieme a Wes Miles, amico d'infanzia e attuale frontman dei Ra Ra Riot: i The Sophisticuffs, complesso sperimentale ideato dai due, è stato definito "un progetto musicale follemente creativo". Successivamente, Koenig ha fondato il semi-serio gruppo rap chiamato L'Homme Run - formazione nella quale erano presenti anche Andrew Kalaidjian e Chris Tomson, che diverrà poi membro dei Vampire Weekend -, ha suonato il sassofono nella band indie-rock Dirty Projectors e ha lavorato anche per i The Walkmen.
Nel 2006 Koenig ha fondato assieme agli altri membri della band i Vampire Weekend, complesso il cui nome deriva da una pellicola che Koenig stesso e i suoi compagni di scuola superiore girarono durante una vacanza: la trama racconta le vicissitudini di Walcott, personaggio interpretato da Ezra Koenig, il quale deve recarsi presso la località di Cape Cod per comunicare al sindaco che i vampiri stanno per arrivare. Il gruppo ha prodotto da sé, dopo le lauree dei rispettivi membri, il proprio primo album: tutti i componenti, al tempo, si dedicavano completamente anche ad altre professioni. Nel 2010 i Vampire Weekend hanno rilasciato il proprio secondo album, ossia "Contra", che ha raggiunto la prima posizione della US Album Charts. Nel 2013 hanno rilasciato il proprio terzo album, ovvero "Modern Vampires Of The City", che ha ottenuto l'approvazione della critica.
Koenig si è occupato della componente vocale relativa alla canzone "Carby", presente all'interno dell'album intitolato "LP", disco che ha segnato il debutto dei Discovery, un complesso tra i cui membri si trovano anche Rostam Batmanglij, che è stato il tastierista dei Vampire Weekend, e Wes Miles, l'artista menzionato precedentemente. Koenig ha contribuito pure alla realizzazione di "Warm Heart of Africa", dei The Very Best; "Pyromiltia", di Theophilus London; "I Could Be Wrong", di Chromeo; "Dynamo", di Abd al Malik; inoltre, ha cantato "I Think Ur A Contra" con Angelique Kidjo all'interno del suo programma speciale diffuso da PBS. Non solo: ha contribuito alle voci e compare nel video relativo alla canzone "Barbra Streisand", dei Duck Sauce; la sua versione della canzone di Paul Simon intitolata "Papa Hobo", invece, è parte del soundtrack di "Ceremony", pellicola cinematografica di Max Winkler. Nel 2013 è stata accreditata la partecipazione di Koenig alla realizzazione della canzone "Jessica" sviluppata dai Major Lazer, mentre nel 2014 è stato accreditato il suo contributo relativo alla creazione dei brani "Ezra's Interlude", dei Chromeo, e "New Dorp, New York", degli SBTRKT.
Nel 2011 l'artista britannico Joe Simpson ha dipinto un ritratto di Ezra Koenig che è stato poi esibito in varie zone del Regno Unito: all'opera è stata dedicata un'esposizione persino alla Royal Albert Hall.
Durante l'ottantaseisma cerimonia degli Oscar (Academy Awards), Koenig ha accompagnato alla voce e alla chitarra Karen O, che si è esibita eseguendo la canzone intitolata "The Moon Song", parte della colonna sonora relativa al film "Her".
Nel 2014 Koenig ha interpretato la voce di Ryland, personaggio della serie televisiva "Major Lazer", trasmissione nella quale è comparso durante un episodio.
Dopo il lancio di Apple Music Koenig ha cominciato a condurre il proprio programma radiofonico sul canale Beats 1 (la cui proprietà è detenuta da Apple Inc.): il nome del programma è Time Crisis, e il conduttore principale dello stesso è Ezra Koenig, il quale è affiancato da personalità che prendono sovente parte alla trasmissione, come Jake Longstreth. Tra gli ospiti del programma possono essere annoverati i seguenti personaggi: Rashida Jones, Mark Ronson, Jamie Foxx, e persino Emma Koenig, la sorella di Ezra. Il primo episodio della trasmissione è stato pubblicato il 12 luglio 2015.
Nel 2016 Koenig è stato accreditato tra gli autori e i produttori della canzone "Hold Up", brano contenuto in "Lemonade", sesto album della cantante Beyoncé.